# Claude Lévêque
Claude Lévêque (Nevers, França, el 1953) és un artista plàstic francès, es coneix per la radicalitat del seu art i en les seves obres.

## Estil
Declara tenir una visió tradicional de l'art, que concep com un reflex de la societat. Els temes i els materials que fa servir són els més contemporanis. La seva feina, original i creativa, es basa en l'ús de la imatge, del so i la llum, per tal de produir espais en què es pugui reflectir la visió que té del món en general. Un món que està influenciat pels mitjans de comunicació, que és injust i ple de violència. Per tant, Lévêque no busca embellir la realitat; tampoc busca en el seu art donar una explicació, ni una descripció.
El 1982 va participar per primera vegada en una exposició col·lectiva, la Maison des Arts de Créteil, on va presentar una instal·lació titulada Grand Hotel (un treball que encara es conserva). Cal destacar obres importants com Ende a la Galeria Yvon Lambert de París, Le Meilleur des mondes a la Passerelle de Brest. Let's Dance a la Fundació Joan Miró de Barcelona, a l'Espai 13, que pren el títol d'una cançó de David Bowie; l'obra consisteix en un seguit de teixits blancs il·luminats amb llum fluorescent, que es mouen amb un moviment aleatori seguint el ritme de vuit ventiladors, i un acompanyament de tam-tams electrònics. També cal destacar la Reconstruire la fenêtre a la Rice Gallery de Tokio, en el 2003.
Claude Lévêque prefereix treballar in situ, tot i que sovint treballava sobre el terreny dels objectes, les seves eleccions s'inclinen cap a la creació d'espais i d'atmosferes. L'eina per l'artista és l'entorn quotidià.
Per La Maison que es troba exposada al Museu d'Art Contemporani de Marsella (2006), no va dubtar en caminar per les botigues de mobles IKEA per descobrir els objectes utilitzats com es troben a l'atmosfera que crea.
A finals d'abril de 2008, va ser escollit per representar França a la Biennale de Venècia de 2009. En aquest context, l'artista seleccionat com a comissari va ser Christian Bernard, director de MAMCO.